# Paul Hetzell
Paul Johannes Heinrich Hetzell (* 9. März 1851 in Königsberg/NM; † 31. August 1922) war ein deutscher Reichsgerichtsrat.

## Leben
Der Sohn eines Rentiers ging in Königsberg in der Neumark zur Schule. 1873 wurde der Preuße Hetzell vereidigt. 1879 wurde er zum Gerichtsassessor ernannt und im selben Jahr erst Kreisrichter und dann Amtsrichter in Vandsburg. 1883 versetzte man ihn nach Neu-Stettin. 1893 kam er als Landrichter nach Cottbus und kurz darauf wurde er zum Landgerichtsrat ernannt. 1896 wurde er zum Kammergerichtsrat befördert. 1907 wurde er an das Reichsgericht berufen. Er war bis zu seinem Ruhestand 1921 im VII. Zivilsenat beschäftigt.